# Backguldstekel
Backguldstekel (Chrysis illigeri) är en stekelart som beskrevs av Wesmael 1839. Arten ingår i släktet eldguldsteklar (Chrysis) och familjen guldsteklar (Chrysididae). Arten är reproducerande i Sverige.